# じんべい
じんべいは海洋研究開発機構が研究・開発を行っている深海巡航自律型無人潜水機（AUV）である。

## 概要
2012年4月に完成し2016年春に完成した新型調査船に搭載予定の自律型無線探査機。同じく自律型無線探査機である「うらしま」等の研究を活かし開発された。主に海底資源調査に使用される予定である。

## スペック
- 全長：4.0m[3]
- 全幅：1.1m
- 高さ：1.0m
- 水中最大重量：1.7トン
- 最大深度：3000m
- 航行時間：10時間
- 速力：2ノット
- 航行方式：コンピュータ制御による全自動航行

## 各種装置
- 音響通信装置
- CTD測定装置
- pHセンサー
- マルチビーム測深器
- サイドスキャンソナー
- 蛍光濁度計
- 溶存酸素系